# Trung đoàn bộ binh số 1 Neva
Trung đoàn số 1 Thống chế Bá tước Lacy, Chỉ huy Trung đoàn bộ binh Neva của Hellenes (tiếng Nga: 1-й пехотный Невский генерал-фельдмаршала графа Ласси, ныне Его Величества Короля Эллинов полк) là một đơn vị quân đội của Đế quốc Nga. Nó được biết đến với nhiều tên gọi khác nhau nhưng hầu hết các tên gọi của nó đều bao gồm "Trung đoàn bộ binh Neva." Nó phục vụ trong một số cuộc chiến tranh, bao gồm Đại chiến Bắc Âu, Chiến tranh Bảy năm, Chiến tranh Nga-Thụy Điển 1808–1809, Chiến tranh Nga-Thổ Nhĩ Kỳ (1877–1878) và Chiến tranh Nga-Nhật (1904-1905). Đến năm 1914, Trung đoàn bộ binh Neva số 1 là một phần của Sư đoàn bộ binh số 1, và nó đã chiến đấu trong Thế chiến thứ nhất trước khi bị giải thể vào năm 1918, ngay sau Cách mạng Tháng 10.

### Các trung đoàn bộ binh của Đế quốc Nga
| Trước tháng 7 năm 1914 | Trước tháng 7 năm 1914 | Trước tháng 7 năm 1914 | Trước tháng 7 năm 1914 | Trước tháng 7 năm 1914 | Trước tháng 7 năm 1914 | Trước tháng 7 năm 1914 | Trước tháng 7 năm 1914 | Trước tháng 7 năm 1914 | Trước tháng 7 năm 1914 | Trước tháng 7 năm 1914 | Trước tháng 7 năm 1914 | Trước tháng 7 năm 1914 | Trước tháng 7 năm 1914 | Trước tháng 7 năm 1914 | Trước tháng 7 năm 1914 | Trước tháng 7 năm 1914 | Trước tháng 7 năm 1914 | Trước tháng 7 năm 1914 | Trước tháng 7 năm 1914 |
| ---------------------- | ---------------------- | ---------------------- | ---------------------- | ---------------------- | ---------------------- | ---------------------- | ---------------------- | ---------------------- | ---------------------- | ---------------------- | ---------------------- | ---------------------- | ---------------------- | ---------------------- | ---------------------- | ---------------------- | ---------------------- | ---------------------- | ---------------------- |
| 1                      | 2                      | 3                      | 4                      | 5                      | 6                      | 7                      | 8                      | 9                      | 10                     | 11                     | 12                     | 13                     | 14                     | 15                     | 16                     | 17                     | 18                     | 19                     | 20                     |
| 21                     | 22                     | 23                     | 24                     | 25                     | 26                     | 27                     | 28                     | 29                     | 30                     | 31                     | 32                     | 33                     | 34                     | 35                     | 36                     | 37                     | 38                     | 39                     | 40                     |
| 41                     | 42                     | 43                     | 44                     | 45                     | 46                     | 47                     | 48                     | 49                     | 50                     | 51                     | 52                     | 53                     | 54                     | 55                     | 56                     | 57                     | 58                     | 59                     | 60                     |
| 61                     | 62                     | 63                     | 64                     | 65                     | 66                     | 67                     | 68                     | 69                     | 70                     | 71                     | 72                     | 73                     | 74                     | 75                     | 76                     | 77                     | 78                     | 79                     | 80                     |
| 81                     | 82                     | 83                     | 84                     | 85                     | 86                     | 87                     | 88                     | 89                     | 90                     | 91                     | 92                     | 93                     | 94                     | 95                     | 96                     | 97                     | 98                     | 99                     | 100                    |
| 101                    | 102                    | 103                    | 104                    | 105                    | 106                    | 107                    | 108                    | 109                    | 110                    | 111                    | 112                    | 113                    | 114                    | 115                    | 116                    | 117                    | 118                    | 119                    | 120                    |
| 121                    | 122                    | 123                    | 124                    | 125                    | 126                    | 127                    | 128                    | 129                    | 130                    | 131                    | 132                    | 133                    | 134                    | 135                    | 136                    | 137                    | 138                    | 139                    | 140                    |
| 141                    | 142                    | 143                    | 144                    | 145                    | 146                    | 147                    | 148                    | 149                    | 150                    | 151                    | 152                    | 153                    | 154                    | 155                    | 156                    | 157                    | 158                    | 159                    | 160                    |
| 161                    | 162                    | 163                    | 164                    | 165                    | 166                    | 167                    | 168                    | 169                    | 170                    | 171                    | 172                    | 173                    | 174                    | 175                    | 176                    | 177                    | 178                    | 179                    | 180                    |
| 181                    | 182                    | 183                    | 184                    | 185                    | 186                    | 187                    | 188                    | 189                    | 190                    | 191                    | 192                    | 193                    | 194                    | 195                    | 196                    | 197                    | 198                    | 199                    | 200                    |
| 201                    | 202                    | 203                    | 204                    | 205                    | 206                    | 207                    | 208                    |                        |                        |                        |                        |                        |                        |                        |                        |                        |                        |                        |                        |